# 薩姆欽齊 (舊康斯坦丁諾夫區)
49°35′1″N 27°20′52″E / 49.58361°N 27.34778°E
薩姆欽齊（烏克蘭語：Самчинці）是位於烏克蘭西部的村莊，由赫梅利尼茨基州裡赫梅利尼茨基區的米羅柳布內市鎮負責管轄。該村始建於1593年，面積0.15平方公里，海拔高度310米，2001年人口442，人口密度每平方公里3,048.3人。